# Decamerone '300
Decamerone '300 è un film del 1972 diretto da Renato Savino, accreditato come Mauro Stefani.
È un film di genere del filone del cinema erotico concernente i racconti del Decameron di Giovanni Boccaccio.

## Trama

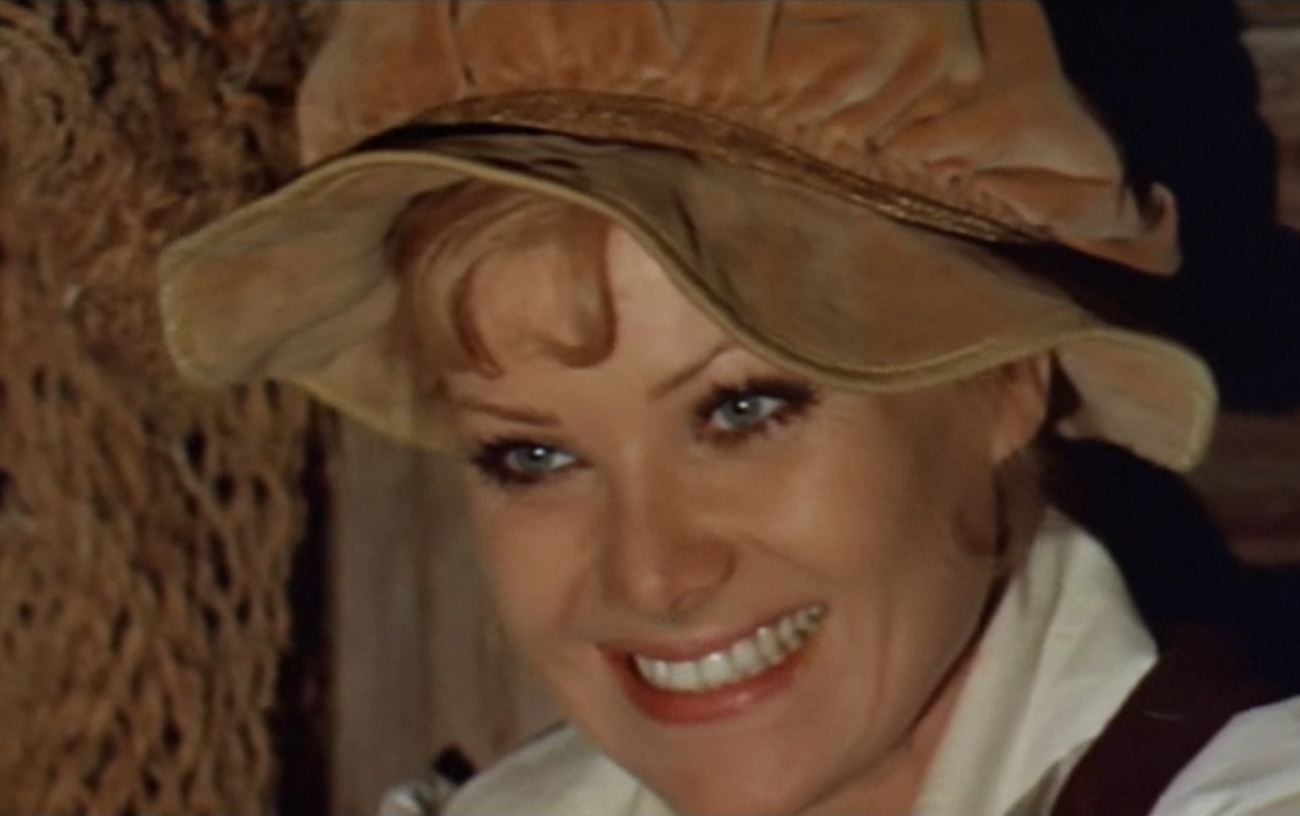
Christa Linder interpreta Fiordalba

Dopo un'estenuante trattativa con la sensale, i messeri Giovanni Attellano e Beniamino Rampaldi riescono finalmente a combinare le nozze dei rispettivi figli che nemmeno si conoscono: l'irrequieto Antonello detto Falcotto, e l'algida Fiordalba. Uniche condizioni per la celebrazione del matrimonio, e relativo sostanzioso pagamento della combine, è che Fiordalba giunga illibata alle nozze, e che Antonello, sempre impegnato ad insidiare le contadinelle della zona, si trattenga dal tradire la fidanzata fino alla cerimonia. Per essere sicuri che tali clausole siano rispettate, vengono subito inviate missive sull'argomento ai due ragazzi. Falcotto non si degna nemmeno di aprirle, mentre Fiordalba, ospitata dalla cugina e tutrice Fenicia e dal servitore/amante Toro, viene informata di tutto. Ma, proprio mentre leggono la lettera, Fenicia scopre il dramma: la pulzella è già spulzellata, circostanza che renderebbe vano il pagamento. Subito dopo piomba in casa loro Falcotto, amico di Toro, come al solito in fuga dai contadini in cerca di vendetta; trova la soluzione indicando il cerusico Porcellio, capace di rendere di nuovo pulzella la ragazza. Durante il viaggio, Toro, leggendo integralmente la clausola e si rende conto che il promesso sposo è proprio l'amico Falcotto, ma decide di non rivelare nulla, continuare a chiamarlo con il soprannome, e godersi lo spettacolo.

## Produzione
(Il regista Renato Savino)

### Riprese
Le riprese esterne furono girate: a San Gimignano nel palazzo comunale; a Ceri (Cerveteri) per la scena della casa di messer Incardona; presso le cascate di Monte Gelato vicino a Roma; a Calcata, in provincia di Viterbo.

## Colonna sonora
- L'ape regina, testo di Elvezio Sbardella, musica di Mario Bertolazzi, eseguita da Maria Teresa.

## Distribuzione

### Censura
La Commissione di revisione cinematografica fece rimuovere o modificare 7 scene per un totale di 30 metri di pellicola:
1. Eliminazione della scena iniziale del palpeggiamento dei seni;
2. Eliminazione, nella scena della prostituta, dei passaggi (ripetuti tre volte) della donna completamente nuda sul davanti;
3. Nell'episodio di Bindoccia: eliminazione dei passaggi in cui la contadina è con il sedere scoperto appoggiato nel muro;
4. Nella scena del forno: eliminazione delle sequenze in cui si vedono i sederi in primo piano e donne scoperte sul davanti, nonché quelli del bacio sul sedere, sporco di torta, di una donna, e le due scene in cui due uomini si accoppiano con due donne muovendosi sopra di esse;
5. Eliminazione dei particolari dell'accoppiamento tra Fenicia e Falcotto;
6. Nell'episodio di Don Faustino: eliminazione della sequenza in cui Fiordalba è con la testa infilata nel fieno con il sedere scoperto, e quello in cui si vede l'espressione della ragazza mentre il frate si accosta dietro di lei;
7. Nella scena del matrimonio: eliminazione della sequenza in cui la mediatrice con un dito si accerta della verginità della ragazza mentre questa grida.

Con questi tagli, il film fu distribuito nei cinematografi nel settembre 1972 col divieto di visione ai minori di 18 anni "per le numerose scene di eccessivo realismo sessuale, per le continue esibizioni di nudi femminili, il tutto controindicato alla sensibilità dei minori".
Il 12 ottobre, su ordine della Procura della Repubblica, il film fu sequestrato per il «carattere osceno» che la magistratura ravvisò in alcune sequenze della pellicola.
Nel 1973 fu distribuito anche in Francia col titolo Plaisirs charnels du nouveau Décaméron.

## Accoglienza

### Critica
(vice, Il Secolo XIX, 23 settembre 1972)
(vice, l'Unità, 11 ottobre 1972)
(Davide Pulici, Nocturno)